# Thermococcales
Ordre
Familles de rang inférieur
- Thermococcaceae

Les Thermococcales sont un ordre d'archées de la classe des Thermococci.